# Cymru Alliance 1997–98
Cymru Alliance 1997–98 là mùa giải thứ tám của Cymru Alliance kể từ khi thành lập năm 1990. Đội vô địch là Rhydymwyn.

## Bảng xếp hạng
| XH | Đội               | Tr | T  | H  | T  | BT  | BB  | HS  | Đ    | Lên hay xuống hạng                                  |
| -- | ----------------- | -- | -- | -- | -- | --- | --- | --- | ---- | --------------------------------------------------- |
| 1  | Rhydymwyn (C)     | 36 | 25 | 6  | 5  | 86  | 34  | +52 | 81   |                                                     |
| 2  | Holywell Town     | 36 | 24 | 5  | 7  | 72  | 29  | +43 | 77   | Lên chơi tạiLeague of Wales                         |
| 3  | Cefn Druids       | 36 | 21 | 12 | 3  | 100 | 30  | +70 | 75   |                                                     |
| 4  | Knighton Town     | 36 | 21 | 8  | 7  | 74  | 41  | +33 | 71   |                                                     |
| 5  | Glantraeth        | 36 | 18 | 6  | 12 | 88  | 63  | +25 | 60   |                                                     |
| 6  | Penrhyncoch       | 36 | 16 | 8  | 12 | 72  | 67  | +5  | 56   |                                                     |
| 7  | Denbigh Town      | 36 | 15 | 8  | 13 | 83  | 78  | +5  | 53   |                                                     |
| 8  | Oswestry Town     | 36 | 17 | 11 | 8  | 72  | 49  | +23 | 050* |                                                     |
| 9  | Llandudno         | 36 | 14 | 7  | 15 | 60  | 66  | −6  | 49   |                                                     |
| 10 | Lex XI            | 36 | 12 | 11 | 13 | 64  | 66  | −2  | 47   |                                                     |
| 11 | Llandrindod Wells | 36 | 12 | 11 | 13 | 53  | 56  | −3  | 47   |                                                     |
| 12 | Ruthin Town       | 36 | 12 | 9  | 15 | 57  | 53  | +4  | 45   |                                                     |
| 13 | Brymbo Broughton  | 36 | 12 | 9  | 15 | 39  | 41  | −2  | 45   |                                                     |
| 14 | Mostyn Town       | 36 | 11 | 8  | 17 | 42  | 65  | −23 | 41   |                                                     |
| 15 | Buckley Town      | 36 | 11 | 8  | 17 | 62  | 88  | −26 | 41   |                                                     |
| 16 | Penycae           | 36 | 10 | 6  | 20 | 52  | 95  | −43 | 36   | Xuống chơi tạiWNL Premier Division Mid Wales League |
| 17 | Chirk AAA         | 36 | 10 | 4  | 22 | 46  | 74  | −28 | 34   | Xuống chơi tạiWNL Premier Division Mid Wales League |
| 18 | Llanidloes Town   | 36 | 4  | 7  | 25 | 54  | 110 | −56 | 19   | Xuống chơi tạiWNL Premier Division Mid Wales League |
| 19 | Mold Alexandra    | 36 | 2  | 6  | 28 | 32  | 102 | −70 | 12   | Xuống chơi tạiWNL Premier Division Mid Wales League |

Nguồn: Cymru Alliance
Quy tắc xếp hạng: 1. Điểm; 2. Hiệu số bàn thắng; 3. Số bàn thắng.
*Oswestry Town bị trừ 12 điểm
(VĐ) = Vô địch; (XH) = Xuống hạng; (LH) = Lên hạng; (O) = Thắng trận Play-off; (A) = Lọt vào vòng sau. 
Chỉ được áp dụng khi mùa giải chưa kết thúc: 
(Q) = Lọt vào vòng đấu cụ thể của giải đấu đã nêu; (TQ) = Giành vé dự giải đấu, nhưng chưa tới vòng đấu đã nêu.